# 戰術單位
戰術單位（英語：tactical unit）在機動兵器等武器載具中，指的是只需要小量乘員、易於調度、亦容易大量生產的作戰單位，例如坦克、戰鬥機等少量人數就能操作單一機體。
在一個完整編制的軍隊中，像機槍班、炮兵連等等最小單位就算為戰術單位。往往難以單獨行動，而只能作出較短時間的作戰。以陸軍的編制為例，班、排、連都算為戰術單位，而營、團(群)、旅、師則是戰役戰術單位，軍則為戰略單位。

## 參照
- 戰役戰術單位
- 戰略單位